# Listă de ufologi
Aceasta este o listă a cercetătorilor OZN din întreaga lume.

## Asia

### China
- Wang Sichao

### Indonezia
- Jacob Salatun, pionier al ufologiei în Indonezia.[1]

### Pakistan
- Syed Muhammed Khurram Reaz

## Europa

### Elveția
- Erich von Däniken
- Billy Meier

### Estonia
- Hans Raudsik[2][3]
- Igor Volke[4][5]

### Finlanda
- Rauni-Leena Luukanen-Kilde[6]
- Juhan af Grann[7]
- Matti Pitkänen

### Franța
- Jacques Bergier (1912–1978), scriitor, co-autor al bestsellerului Le Matin des magiciens, (carte scrisă împreună cu Louis Pauwels).
- Robert Charroux (1909–1978), scriitor, a promovat teoria astronauților antici.
- Rémy Chauvin (1913–2009), biolog și entomolog.
- Aimé Michel (1919–1992), scriitor și ufolog.
- Jean-Pierre Petit (n. 1937), om de știință, cercetător principal la Centrul Național de Cercetare Științifică CNRS ca astrofizician. Promovat teoria Ummo. A creat Asociația UFO-știință (Ufo-Science Association).
- Dr. Jacques Vallée (n. 1939) informatician,  figură importantă în studiile OZN din Franța și Statele Unite ale Americii. A promovat ipoteza extraterestră, iar mai târziu ipoteza interdimensională -  vizite din alte "realități" sau "dimensiuni", care coexistă separat alături de cea a noastră.
- Claude Poher (n. 1936), membru al agentiei spatiale franceze Centrul Național pentru Studii Spațiale (CNES), un precursor al  Grupului de studiu al fenomenelor aerospațiale neidentificate (GEIPAN), serviciul oficial francez dedicat analizei rapoartelor de observare a OZN-urilor de către populație.

### Italia
- Monsignor Corrado Balducci
- Roberto Pinotti

### Marea Britanie
- Georgina Bruni
- David Clarke, autor al The UFO Files: The Inside Story of Real-Life Sightings
- W. Raymond Drake
- Timothy Good
- George King (1919–1997)
- Elizabeth Klarer (1910–1984), Contactee sud-africană și fotograf de OZN-uri
- Nick Pope (n. 1965), fost ministru al apărării în Regatul Unit, autor al Operation Thunder Child  (1999)
- Jenny Randles (n. 1951), autor britanic
- Brinsley Le Poer Trench (1911–1995), ufolog, adept al teoriei Pământului gol
- Colin Wilson, (1931–2013), filozof englez, autor al Alien Dawn (1999)

### România
- Călin N. Turcu[8]
- Ion Hobana[9][10]
- Florin Gheorghiță
- Dan D. Farcaș[11]
- Dan Apostol[12]
- Doru Davidovici[13]
- Emil Străinu
- Gheorghe Cohal[14]
- Ion Țugui[15]

### Rusia
- Felix Ziegel (1920-1988), considerat în general ca fondator al ufologiei ruse
- Marina Popovici (1931-2017)

### Spania
- J. J. Benítez
- Iker Jiménez Elizari (n. 1973)[16][17]

### Ucraina
- Artem Bilyk[18][19][20]

## America de Nord

### Canada
- Stanton Friedman (n. 1934)[21]
- Errol Bruce-Knapp
- Paul Hellyer[22]
- Dr. Michael Persinger
- Wilbert B. Smith[23]
- David Hamel

### Mexic
- Jaime Maussan[24]

### Statele Unite
- George Adamski[25]
- Orfeo Angelucci[26]
- Tom Bearden
- Art Bell[27]
- Albert K. Bender (1921-2016) fondator al International Flying Saucers Bureau și al revistei Space Review, închise la presiunea unor oameni în negru potrivit lui Bender
- Paul Bennewitz[28]
- William J. Birnes
- Greg Bishop - Autor Project Beta și co-fondator al revistei The Excluded Middle. Gazdă a emisiunii radio Radio Misterioso, și co-scriitor pe blogul UFO Mystic împreună cu Nick Redfern.[29]
- Ted Bloecher
- Dr. Thomas E. Bullard
- Jerome Clark[30]
- Albert Coe
- Philip J. Corso
- Fred Crisman
- Robert Dean (ufolog)
- Glenn Dennis
- Frank Allyn Edwards  (1908 – 1967)
- Stanton T. Friedman
- Daniel Fry
- James Gilliland
- Allen H. Greenfield
- Dr. Steven M. Greer
- Dr. Bernard Haisch
- Richard H. Hall
- Dr. James Harder
- Allan Hendry
- Paul R. Hill
- Budd Hopkins
- Linda Moulton Howe
- Dr. Josef Allen Hynek
- Morris K. Jessup
- John Keel
- Donald Keyhoe
- Philip J. Klass
- George Knapp
- Bob Lazar (Robert Scott Lazar)
- Jim Lorenzen și Coral Lorenzen
- Dr. Bruce Maccabee
- Jim Marrs
- Jordan Maxwell
- Dr. James E. McDonald
- Dr. John Edward Mack
- Dr. Donald Menzel
- James W. Moseley
- George Noory
- Curtis Peebles
- Dr. Kevin D. Randle
- Nicholas "Nick" Redfern
- Edward J. Ruppelt
- Dr. Harley Rutledge
- Dr. Carl Sagan
- Dr. Michael Emin Salla
- Robert Sheaffer
- Brad Steiger
- Whitley Strieber
- Leonard H. Stringfield
- Dr. Peter A. Sturrock
- Dr. Michael D. Swords
- George Van Tassel
- Chan Thomas
- Alfred Webre
- Kenny Young

## Oceania

### Australia
- Michael Cohen (n. 1970), jurnalist și medium cunoscut pentru publicarea a numeroase articole despre OZN-uri (în Australia)[31]
- Greg Taylor, redactor The Daily Grail, ziar cu articole tematice OZN și paranormale[32]

## America de Sud

### Argentina
- Fabio Zerpa (n. 1928 în Uruguay)
- Pedro Romaniuk (n. 1922- d. 2009)

### Brazilia
- Ademar José Gevaerd (n. 1962)
- Christiano J. Jabur
- Cláudio Tsuyoshi Suenaga

### Ecuador
- Dr. Carol Rosin